# Mayanaea caudata
Mayanaea caudata är en violväxtart som först beskrevs av Cyrus Longworth Lundell, och fick sitt nu gällande namn av Cyrus Longworth Lundell. Mayanaea caudata ingår i släktet Mayanaea och familjen violväxter. Inga underarter finns listade i Catalogue of Life.